# Nieoszlifowane diamenty
Nieoszlifowane diamenty (ang. Uncut Gems) – amerykański thriller kryminalny z 2019 roku w reżyserii Josha i Benny'ego Safdie. Współautorem scenariusza jest Ronald Bronstein. W filmie występują Adam Sandler, Lakeith Stanfield, Julia Fox, Kevin Garnett, Idina Menzel i Eric Bogosian. Muzykę skomponował Daniel Lopatin.
Nieoszlifowane diamenty miały swoją premierę na Telluride Film Festival 30 sierpnia 2019 roku. Film został zakupiony przez platformę streamingową Netflix i był dystrybuowany przez nią 31 stycznia 2020 roku. Obraz zebrał uznanie krytyków, głównie za pierwszoplanową rolę Sandlera, która została nazwaną najlepszą w jego karierze.

## Fabuła
W 2010 roku, górnicy z plemienia Felaszów wykopują w Etiopii cenny opal. W 2012, klejnot wpada w ręce uzależnionego od hazardu Howarda Ratnera (Adam Sandler), prowadzącego sklep jubilerski w Nowym Jorku. Howard próbuje wybrnąć z długów, wliczając 100 tys. dolarów, które jest winien lichwiarzowi Arno (Eric Bogosian). Jego życie waha się między jego żoną (Idina Menzel) i kochanką (Julia Fox).

## Obsada
- Adam Sandler – Howard Ratner
- Julia Fox - Julia De Fiore
- Lakeith Stanfield – Demany
- Idina Menzel – Dinah Ratner
- Eric Bogosian – Arno
- Kevin Garnett - fikcyjna wersja jego samego
- Judd Hirsch - Gooey

## Odbiór

### Box office
Budżet filmu jest szacowany na 19 milionów dolarów. W Stanach Zjednoczonych i Kanadzie film zarobił pięćdziesiąt mln USD.

### Krytyka w mediach
Film spotkał się z dobrą reakcją krytyków. W agregatorze recenzji Rotten Tomatoes 91% z 338 recenzji uznano za pozytywne, a średnia ocen wystawionych na ich podstawie wyniosła 8,40. Z kolei w agregatorze Metacritic średnia ważona ocen z 56 recenzji wyniosła 91 punktów na 100.